# Zeytinlik, Ardeşen
Zeytinlik là một xã thuộc huyện Ardeşen, tỉnh Rize, Thổ Nhĩ Kỳ. Dân số thời điểm năm 2010 là 144 người.